# Río Nare
El río Nare es un río Colombiano localizado en las subregiones del Oriente y Magdalena Medio Antioqueños.

## Río Negro
El río Negro es la fuente principal del río Nare, nace en el municipio de El Retiro y discurre también por los municipios de Rionegro, Marinilla, San Vicente y El Peñol,  donde es además el río más importante del Altiplano conocido como Valle de San Nicolás; a su vez es el río urbano de las ciudades de Rionegro y Marinilla, donde en la primera es un eje estructurante de la dinámica arquitectónica. Este río, tributa sus aguas al cuerpo lacustre Peñol-Guatapé; donde luego de este, surge el río Nare propiamente dicho.

## Cuenca del Nare
Luego del embalse Peñol-Guatapé, el Nare corre por los municipios de Guatapé, Concepción, Alejandría, Santo Domingo, San Roque, San Rafael, San Carlos, Caracolí, Puerto Berrío y Puerto Nare, recogiendo numerosas fuentes hídricas de gran importancia como los ríos Pereira, Concepción,  Samaná Norte, Nus y San Lorenzo, lo que le convierte en una de las cuencas más extensas y caudalosas del departamento. Siendo el río Samaná Norte su principal afluente, que a su vez recoge a los ríos Verde de los Montes, Verde de los Henaos, Santo Domingo, Calderas, Dormilón y Guatapé; donde este último también recoge a los ríos San Carlos y Bizcocho. Evidentemente esta gran riqueza hídrica ha impulsado el desarrollo hidroeléctrico, donde este abastece la pequeña central hidroeléctrica "Generadora Alejandría", y una próxima central a la altura de la desembocadura al embalse de San Lorenzo; siendo esta la zona de mayor producción energética del país. En su curso se ha construido Jaguas-San Lorenzo, un embalse que alimenta una de las hidroeléctricas de mayor capacidad para generar energía eléctrica en Antioquia.
El río desemboca a la altura de Puerto Nare al Río Magdalena, siendo uno de sus principales afluentes.

## Turismo
El río Nare es a su vez uno de los ríos más protegidos del departamento a nivel institucional, sus aguas son hogar de numerosas especies y su recorrido goza de un nivel paisajístico privilegiado. Su geología proporciona caídas de singular atractivo como el famoso Velo de Novia en Alejandría, además de existir raudales, cavernas y cañones que propician el turismo ecológico en gran medida.

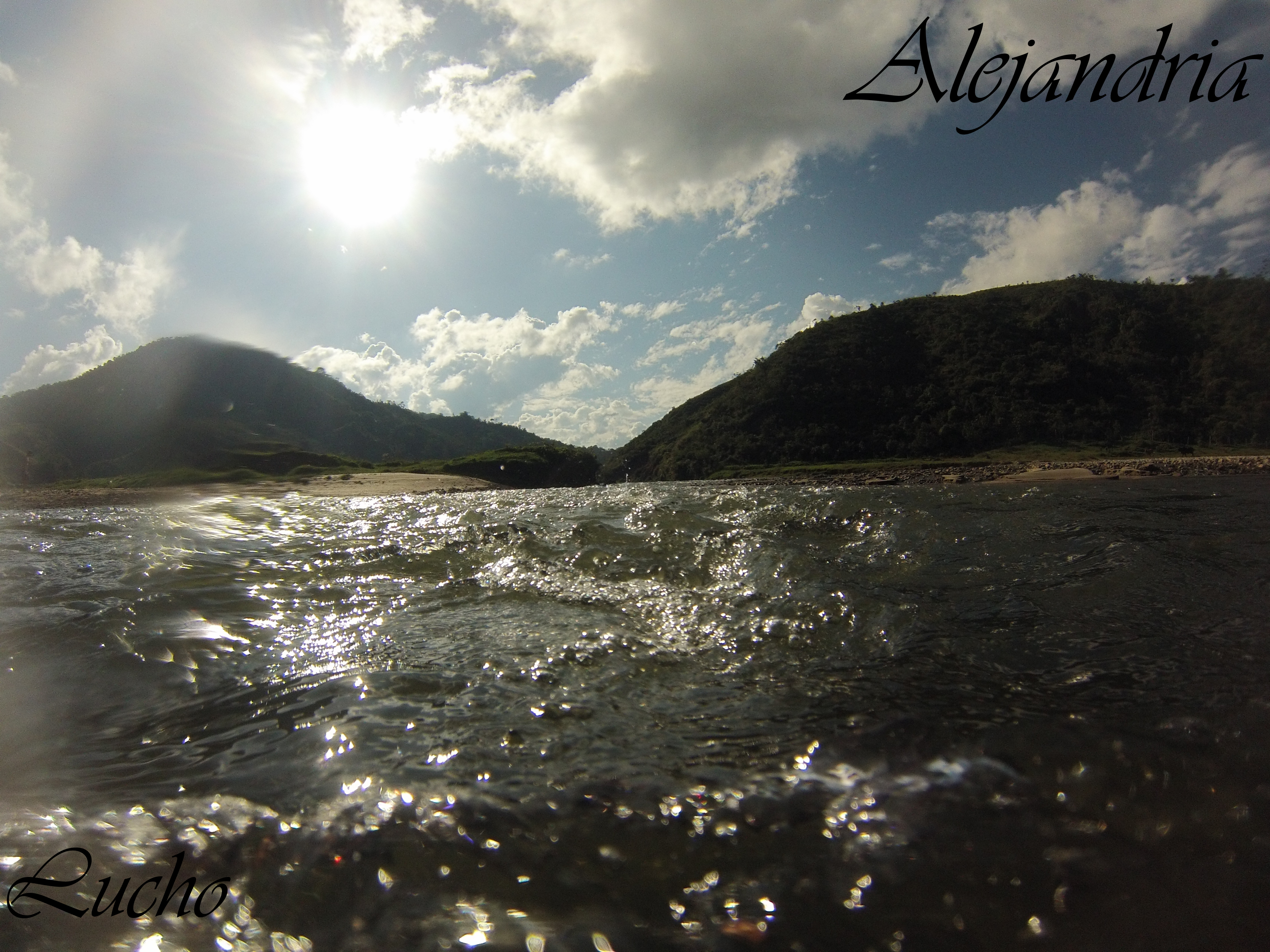
río a su paso por el municipio de Alejandría
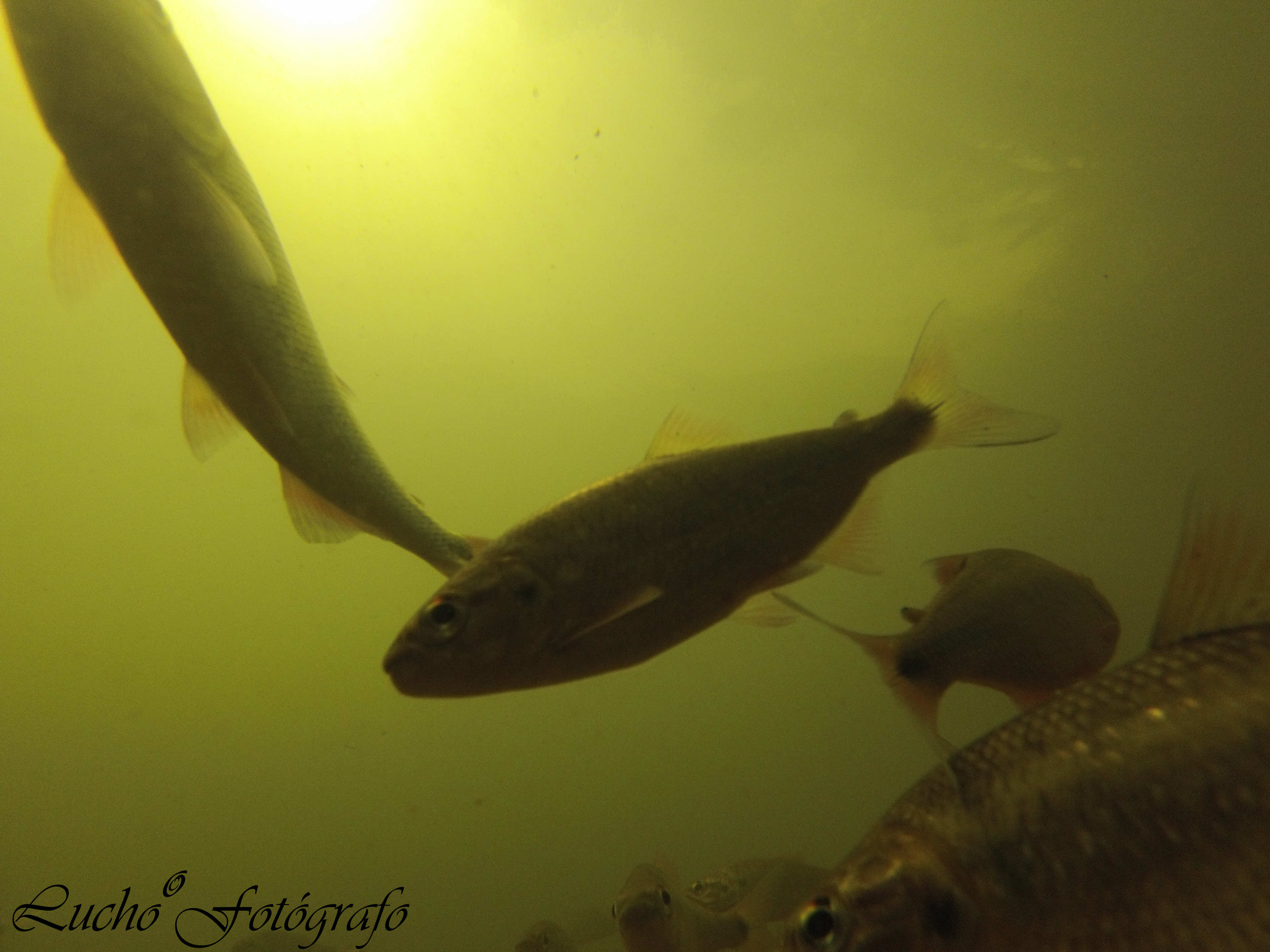
Sabaleta (Brycon henni) en el río Nare
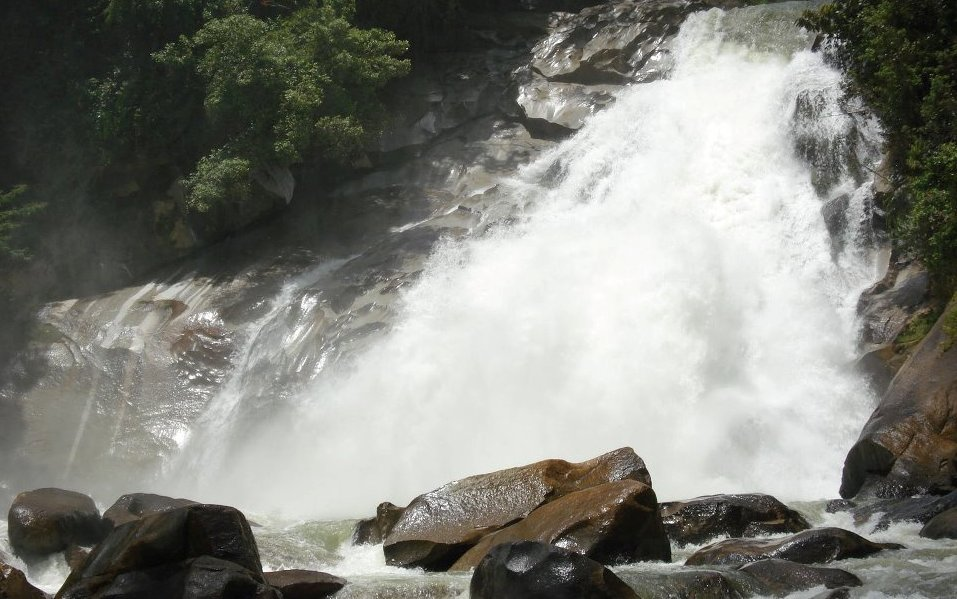
Cascada Velo de Novia
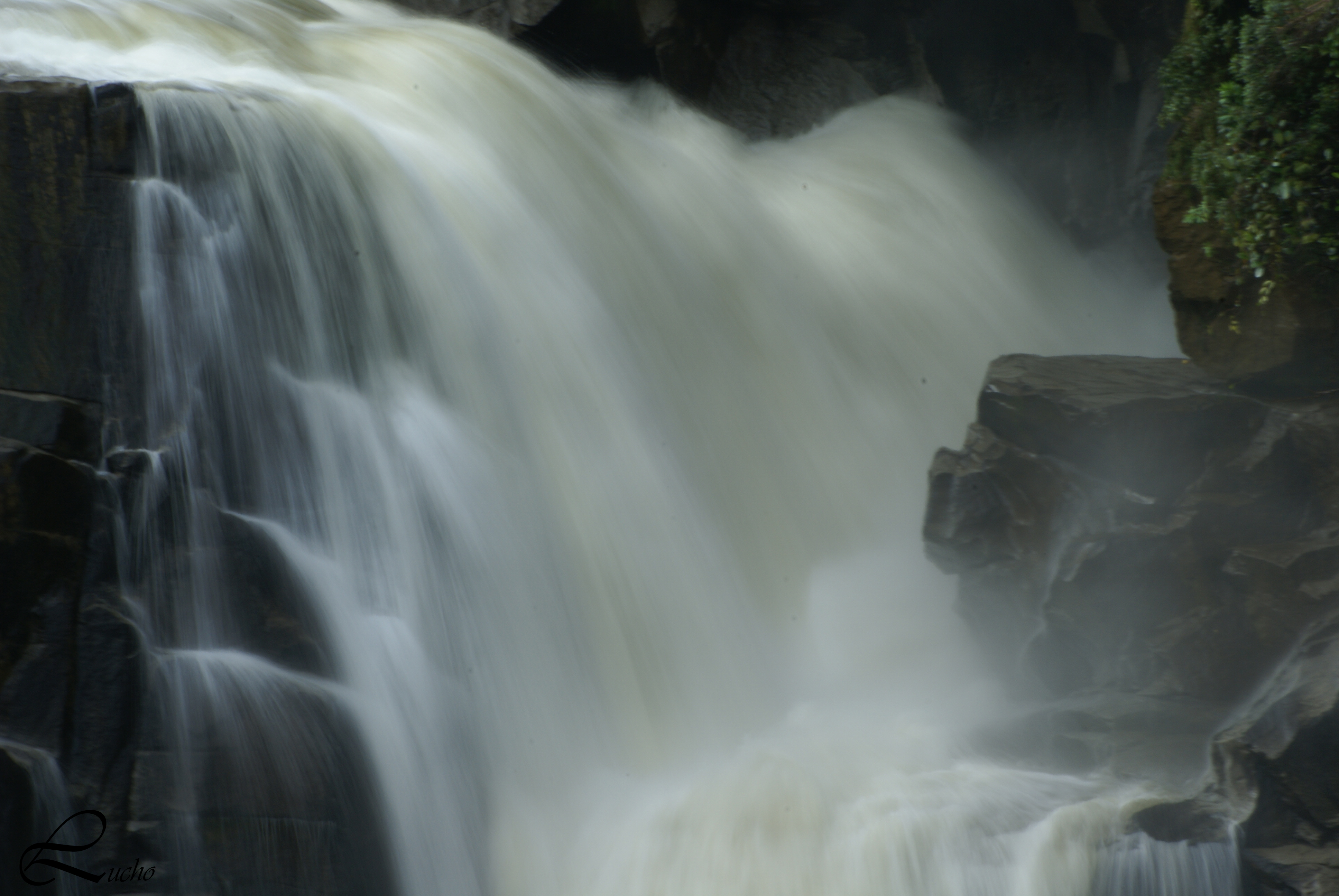
Salto de la Sabina en Alejandría